# Église Saint-Pierre d'Uchizy
Pour les articles homonymes, voir Église Saint-Pierre.
L'église Saint-Pierre est une église catholique située sur le territoire d'Uchizy, commune du Tournugeois, dans le département de Saône-et-Loire et la région Bourgogne-Franche-Comté.

## Protection
L'édifice a été classé au titre des monuments historiques par un arrêté du 22 octobre 1913. 
En 1912, soit l'année précédant ce classement, l'Académie de Mâcon avait attiré l'attention de la Commission des monuments historiques sur la nécessité de protéger cet édifice. En effet, cette commission avait sollicité la société savante de Mâcon pour que lui soit signalées « les églises qui mériteraient un classement immédiat » dans l'arrondissement de Mâcon, en réponse de quoi l'Académie avait remis au ministère de l'Instruction publique une liste comportant « 12 monuments parmi les plus anciens et les plus intéressants » (8 à classer en totalité et 4 en partie), parmi lesquels figurait en numéro 7 : « Église d'Uchizy (canton de Tournus), XIe siècle ».

## Historique
La première mention trouvée d’une église à Uchizy est fournie par la donation que le roi Louis le Bègue fit en 878 à l’abbaye de Tournus du village d’Uchizy avec « l’église dédiée à Saint Pierre » et toutes ses dépendances. L'église, telle qu’elle existe aujourd'hui, semble avoir été bâtie par les moines de Tournus dans le dernier quart du XIe siècle, vers le milieu du règne de Philippe Ier.
L'intérieur de l'église a été intégralement restauré en 2011 et 2012.
Peu avant la Seconde Guerre mondiale début 1939, la paroisse d'Uchizy fut rattachée à celle de Lugny pour le culte (à la suite de la création de la communauté pastorale de Lugny, fondée à l'initiative de monseigneur Joseph Robert). Uchizy et son église dépendent de nos jours de la paroisse de Tournus.
En 2020, ainsi que 126 autres lieux répartis sur le territoire du Pôle d'équilibre territorial et rural (PETR) Mâconnais Sud Bourgogne, l'église a intégré les « Chemins du roman en Mâconnais Sud Bourgogne » et bénéficié de la pose d'une signalétique spécifique.

## Architecture
Une particularité de cette église est l'absence d'ouverture à l'ouest : la façade occidentale est en effet masquée par le bâtiment du donjon de l'ancien prieuré. On pénètre donc dans l’église par deux portails latéraux : celui du nord, qui possède une archivolte à oves enrubannées, ou celui du sud, précédé d'un auvent et flanqué d'une tourelle qui permet d’accéder au clocher et au chemin de ronde.
La construction accolée à l'ouest de l'église fut un prieuré, puis une maison seigneuriale, une mairie, une école et comporte maintenant une bibliothèque et une salle de réunion.
L’église est construite en pierres de petite taille, bien appareillées et très régulièrement disposées. C’est un édifice à trois nefs suivies d’un transept faisant saillie à l’extérieur. À l’orient de la croisée s’ouvre le chœur composé d’une travée droite avec voûte en berceau, suivie d’une abside en hémicycle. Dans le mur oriental de chacun des deux croisillons s’ouvre une abside en hémicycle. Les trois nefs sont voûtées, la nef principale en berceau brisé renforcé par des doubleaux en cintre brisé qui partagent la nef en quatre travées. Le transept est composé d’une croisée sur plan rectangulaire aux quatre angles de laquelle s’élèvent de puissants piliers qui supportent la masse du clocher. La croisée communique avec les croisillons par de très puissantes arcades en plein cintre.
Le clocher, qui s’élève au-dessus du transept, abrite deux cloches. La plus grosse, qui porte le nom de la Vierge Marie et a été baptisée le 22 octobre 1878, pèse 860 kg et a été fondue en 1878 par Gulliet à Lyontandis que l'autre, de 57 kg, a été fondue en 1979 par Bollée à Orléans, 
Construit sur plan carré, le clocher présente quatre faces décorées d’une façon analogue. Il est divisé horizontalement en cinq étages. La construction du cinquième étage est visiblement différente de celle du reste de l’édifice car les pierres y sont d’un plus gros calibre. Les deux baies qui éclairent cet étage sont carrées. Il en a été déduit que, le village d’Uchizy ayant été à plusieurs époques attaqué et pillé, les habitants en ont installé au sommet du clocher, après avoir élevé ce dernier d’un étage, un guet pour le bourg et ses hameaux, peut-être au XVIe siècle, dans le contexte des guerres de Religion.

## Mobilier
À l'intérieur de l'église sont visibles des statues du XIXe siècle, un chemin de croix ainsi que plusieurs tableaux du XVIIe siècle. L'un de ces tableaux, daté de 1629 et signé du monogramme « GP », représente saint Blaise, patron des cardeurs et des matelassiers (et, de ce fait, traditionnellement représenté en évêque avec la crosse épiscopale et un peigne de fer de cardeur, utilisé lors de son martyre).
À remarquer : un vitrail datant de 1974 intitulé Saint Pierre pêcheur d'hommes, œuvre du maître verrier Paul Duckert, artiste formé à Taizé.

## Culte
Édifice consacré du diocèse d'Autun relevant de la paroisse Saint-Philibert en Tournugeois (siège à Tournus) – qui en est affectataire au titre de la loi de 1905 –, l'église d'Uchizy est, plusieurs siècles après sa construction, un lieu de culte catholique.